# Bjarni Benediktsson (1908)
Bjarni Benediktsson (Reykjavík, 30 aprile 1908 – Þingvellir, 10 luglio 1970) è stato un politico islandese, leader del Partito dell'Indipendenza e Primo ministro dell'Islanda dal novembre 1963 al luglio 1970.

## Biografia
Dopo aver studiato legge divenne professore all'Università d'Islanda e nel 1934 fu eletto a Reykjavík nella lista del Partito dell'Indipendenza come consigliere e nel 1940 divenne sindaco della città. Nel 1947 venne Ministro degli Affari esteri, ricoprendo diversi incarichi di gabinetto fino al 1956. Fu attivo anche nel processo di fondazione della NATO a cui l'Islanda prese parte nel 1949. Nel 1956, quando i partiti di centro-sinistra formarono un governo di coalizione, Benediktsson divenne redattore del Morgunblaðið, un importante giornale conservatore.
Nel 1959, quando il Partito dell'Indipendenza formò un governo di coalizione con i socialdemocratici, Benediktsson venne nominato Ministro della Giustizia. Due anni dopo fu eletto leader del suo partito, e nel 1963 prese il posto di Ólafur Thors come Primo Ministro, carica che ricoprì fino alla sua tragica morte, causata da un incendio nella casa estiva del governo a Thingvellir, nel quale perirono anche la moglie e un nipote.
Benediktsson era il padre di Björn Bjarnason e suocero di Vilmundur Gylfason; era prozio dell'ex omonimo Primo ministro Bjarni Benediktsson.

## Carriera
Bjarni studiò legge costituzionale e diventò professore all'Università d'Islanda ad appena 24 anni. Fu eletto al consiglio comunale di Reykjavík nel 1934 all'interno del Partito dell'Indipendenza, e dal 1940 al 1947 fu Sindaco di Reykjavík.